# Caritas in veritate

Wappen Papst Benedikts XVI.

Caritas in veritate (lat. „Die Liebe in der Wahrheit“) ist die dritte Enzyklika von Papst Benedikt XVI., nach Deus caritas est („Gott ist [die] Liebe“) und Spe salvi („In der Hoffnung gerettet“). Die Sozialenzyklika wurde am 29. Juni 2009 unterschrieben und am 7. Juli 2009 veröffentlicht. In dieser Enzyklika geht das Oberhaupt der römisch-katholischen Kirche auf die aktuelle (Sommer 2009) Wirtschafts- und Finanzkrise ein, die eine Chance für ein radikales Umdenken sei. Um die positiven Entwicklungsmöglichkeiten der Globalisierung richtig zu nützen, solle sie mit der »Kultur der Liebe« beseelt werden.

## Gliederung der Enzyklika
Die Enzyklika umfasst zwischen Einleitung und Schluss sechs Kapitel, von denen das erste ausführlich die von Paul VI. 1967 verfasste Enzyklika Populorum progressio behandelt:
- Die Botschaft von Populorum progressio
- Die Entwicklung des Menschen in unserer Zeit
- Brüderlichkeit, wirtschaftliche Entwicklung und Zivilgesellschaft
- Entwicklung der Völker, Rechte und Pflichten, Umwelt
- Die Zusammenarbeit der Menschheitsfamilie
- Die Entwicklung der Völker und die Technik.

## Thema und leitende Gedanken von Caritas in veritate
Thema der Enzyklika ist die Bedeutung der in der Wahrheit verankerten Liebe für das gesamte gesellschaftliche Handeln, insbesondere in der ganzheitlich menschlichen Entwicklung der Gesellschaft.
Benedikt bezieht seine neue Enzyklika ausdrücklich auf die Enzyklika seines Vorgängers Paul VI. Populorum progressio und will sie als eine Aktualisierung der dort entwickelten Gedanken verstanden wissen. Sie erscheint zwar nicht exakt vierzig Jahre nach ihrer Vorgängerin, doch mit der Unterzeichnung der Sozialenzyklika am Schluss des „Paulusjahres“ (zur Feier seines 2000. Geburtstages im Jahr 2008/09) erweist Benedikt XVI. dem Konzilspapst Paul VI., der sich nach dem Völkerapostel nannte, die Reverenz. Innerkirchlich ist das zugleich ein Signal, dass der deutsche Papst keine Rückkehr der katholischen Soziallehre in ein rein akademisch-doktrinelles Gebaren billigt (vgl. Gustav Gundlach SJ). Der Sozialenzyklika Pauls VI. ist nicht nur von Papst- und Konzilsgegnern 1967 ihr „maritainisme“ (d. h. Anschluss an die von Jacques Maritain vollzogene Deutung des Christentums als „humanisme intégral“, ganzheitlicher Humanismus) vorgehalten worden. Papst Benedikt bekräftigt:
Die Liebe, die der Mensch von Gott erhalte und die zu verbreiten er bestimmt sei, sei der Hauptweg der kirchlichen Soziallehre; aus ihr gehe alles hervor.
Allerdings erstrahle die Liebe nur in der Wahrheit. Ohne die Wahrheit drohe die Liebe zur Sentimentalität abzugleiten oder für gesellschaftliche Entwicklungen zwar als nützlich, aber entbehrlich betrachtet zu werden und auf private Beziehungen beschränkt zu bleiben. Die Wahrheit zu verteidigen sei eine wesentliche Form der Liebe.
Als Beispiele dafür, wie das Prinzip der in der Wahrheit verankerten Liebe, caritas in veritate, in Maßstäben sozialen Handelns Gestalt annimmt, nennt Benedikt Gerechtigkeit und Gemeinwohl. Die Liebe schließe die Gerechtigkeit ein, Ungerechtigkeit widerspreche ihr; Paul VI. habe Gerechtigkeit als das Mindestmaß der Liebe bezeichnet. Die Liebe schließe außerdem ein, auf das Wohl des anderen zu achten. Da die Menschen in eine Gesellschaft eingebunden seien und nur in ihr zu ihrem Wohl gelangen könnten, sei die Orientierung auf das Gemeinwohl als Voraussetzung für das Wohl des Einzelnen ein Erfordernis der Liebe.
Nur in der von Vernunft und Glaube erleuchteten Liebe sei es möglich, gesellschaftliche Ziele zu erreichen, die einen wirklichen, menschlicheren Fortschritt bedeuten.
Die Enzyklika CiV ist einerseits vorsichtiger im Urteil als manche ihrer Vorgängerinnen, aber doch auch deutlicher im Detail. Der „Weltauftrag“ der Kirche bleibt gebunden an ihre geistliche Sendung, doch beansprucht das kirchliche Amt weniger denn je eine eigene „Allzuständigkeit“ zur Lösung politischer und sozialer Fragen. Der Papst weicht den brisanten Fragen jedoch keineswegs aus, lässt sich sein Amt also nicht von „außen“ auf den spirituellen Bereich zurückschneiden. Insbesondere argumentiert er mehrmals, ein unethisches Wirtschaften sei auf lange Sicht auch nach wirtschaftlichen Gesichtspunkten unvernünftig.

## Gedanken zur Globalisierung
Mit Optimismus und performativen Aussagen begegnet die Enzyklika der hochaktuellen Problematik der Globalisierung. Der Papst geht von der theologischen Vorgeschichte aus, dabei würdigt er die visionären Gedanken von Papst Paul VI. über ein Marktwirtschaftsmodell mit potentieller Beteiligung aller Völker, als universelle Ausdehnung der Forderungen der Enzyklika Rerum novarum von Papst Leo XIII. Für eine globale Neuplanung der Entwicklung plädierte Papst Johannes Paul II. nach der Eliminierung des Eisernen Vorhangs, den er als politische Hauptursache der Unterentwicklung wertete. Er zeigte sich offen gegenüber der Globalisierung, die sich während seines Pontifikats ausbreitete: Sie sei a priori weder gut noch schlecht, sie werde das sein, was die Menschen aus ihr machten. Er hielt es für wichtig, dass die Globalisierung stets in subsidiärerer Weise gelenkt werde.
Papst Benedikt XVI. bekräftigt die Ansichten seines Vorgängers und fügt aus heutiger Sicht hinzu, dass der Globalisierungsprozess, der eine Explosion der weltweiten wechselseitigen Abhängigkeiten bedeute und eine noch nie da gewesene Interaktivität der Menschen brächte, viele positive Seiten habe und vielfältige Entwicklungsmöglichkeiten biete. Wenn man dies verkenne, könne man die große Chance verpassen, daran teilzuhaben. Die Enzyklika ortet aus christlicher Sicht hoffnungstragende Berührungspunkte dieses neuen Phänomens zum Evangelium, das ein fundamentales Element der Entwicklung sei: „Die Wahrheit des Globalisierungsprozesses und sein grundlegendes ethisches Kriterium sind in der Einheit der Menschheitsfamilie und in ihrem Voranschreiten im Guten gegeben.“ Dies biete der Kirche, die unter allen Gegebenheiten eine Sendung der Wahrheit zu erfüllen habe, eine ganz neue kreative Herausforderung in der globalisierten Welt. Inspiriert von der Liebe und der Wahrheit, die sich im Evangelium offenbaren, müssten die Christen aktive Gestalter der Globalisierung werden und die eindrucksvolle neue Dynamik des globalen Integrationsprozesses nach Gottes Plan für eine globale Menschheitsfamilie ausrichten.
Der Papst findet es wichtig, die Globalisierung für die Transzendenz offen zu halten, mit der „Kultur der Liebe“ (CiV Nr. 33: civiltà dell'amore) zu füllen und „im Sinne von Beziehung, Gemeinschaft und Teilhabe zu leben und auszurichten“. So könne die Globalisierung der in Populorum progressio verkündeten ganzheitlichen menschlichen Entwicklung dienen, welche als Berufung den ganzen Menschen und alle Menschen tangiert und in deren Zentrum die Liebe ist. Der Papst nennt die ganzheitliche Entwicklung des Menschen als Antwort auf eine göttliche Berufung; diese Entwicklung setze die Freiheit in enger Verbundenheit mit Verantwortung des Einzelnen und der Völker voraus. Die globalisierte Gesellschaft mache zwar die Menschen zu Nachbarn, nicht aber zu Geschwistern, dies könne nur eine transzendente Berufung durch Gott bewirken. Dies sei ein bedeutendes Ziel der Kirche, deswegen wolle sie sich dafür voll engagieren, dass die wirtschaftlichen und gesellschaftlichen Prozesse der Globalisierung „zu wahrhaft menschlichen Ergebnissen führen“. Die Globalisierung, dieses vielschichtige und polyvalente Phänomen, bringe auch potentielle Gefahren, wie neue Spaltungen oder ungekannte Schäden, mit sich; auch dies erfordere eine gründliche Analyse, welche die Verschiedenheit und die Einheit aller Dimensionen der Globalisierung – einschließlich der theologischen – erfasst. Zwecks Förderung der wahren Entwicklung befürwortet Papst Benedikt XVI. eine interdisziplinäre Zusammenarbeit, in der die verschiedenartigen Ebenen des Wissens interagieren. Das Wissen basiere zwar auf Intelligenz, „wenn es aber Weisheit sein will, [...] muss sie mit dem «Salz» der Liebe «gewürzt» sein“, appelliert er an die Wissenschaftler und Politiker.

## Bioethik und Schutz des Lebens
Die Enzyklika würdigt Technologie als Mittel, materielle Beschränkungen zu überwinden. Gleichzeitig betont Benedikt XVI. Verantwortung – es dürfe nicht nur nach dem „wie“, sondern müsse genauso nach dem „warum“ gefragt werden. Er warnt vor „Entwicklung und Förderung von In-vitro-Fertilisation, Embryonenforschung, Möglichkeiten des Klonens und der Hybridisierung des Menschen.“ Zukünftig mögliche „systematische eugenische Geburtenplanung“ sei ebenso wie Abtreibung Ausdruck einer „Kultur des Todes“. Im gleichen Zusammenhang verurteilt Benedikt Sterbehilfe als „Ausdruck der Herrschaft über das Leben, das unter bestimmten Bedingungen als nicht mehr lebenswert betrachtet wird“.

## Reaktionen
Der an der Erarbeitung des Textes nicht beteiligte Sozialethiker Friedhelm Hengsbach SJ kritisierte die Enzyklika als zu schwach; es fehlten konkrete Hinweise, zudem sei sie in der Argumentation diffus, nur für Menschen verständlich, die im Christentum verwurzelt sind.
Die Deutsche Bischofskonferenz und ihr Vorsitzender Robert Zollitsch dagegen lobten das Werk und den Zeitpunkt der Veröffentlichung einen Tag vor Beginn des G8-Gipfels als wertvollen Beitrag zur aktuellen Globalisierungsdebatte.

## Einzelbelege
1. ↑  vgl. Die Sozialenzyklika von Papst Benedikt XVI. (Memento vom 13. Juli 2009 im Internet Archive) bei sueddeutsche.de, 7. Juli 2009
2. 1 2  Das bezieht sich auch auf den Ausdruck „Kultur des Lebens als Frucht der Kultur der Wahrheit und der Liebe“, welche in der Enzyklika Evangelium vitae von Johannes Paul II. (Kapitel IV) statt einer „Kultur des Todes“ (Abtreibung, Sterbehilfe, Todesstrafe, Selbsttötung, Mord durch Haß und Gewalt u. a.) gefordert wird. Auch die Osterbotschaft 2010 von Benedikt XVI plädiert für die christliche „Kultur der Liebe“ als positive Zukunftsoption: «Die rettende Kraft der Auferstehung Christi stärke die ganze Menschheit, daß sie die vielfachen und tragischen Äußerungen einer sich ausbreitenden „Kultur des Todes“ überwinde, um eine Zukunft der Liebe und Wahrheit aufzubauen, in der jedes menschliche Leben geachtet und angenommen wird.»
3. ↑  Centesimus Annus, Enzyklika von Papst Johannes Paul II., 1991
4. ↑  Johannes Paul II., Interview mit der katholischen Tageszeitung «La Croix», 20. August 1997
5. ↑  Papst Benedikt XVI.: Enzyklika Caritas in veritate. Der Heilige Stuhl, 29. Juni 2009, deutschsprachige Version, §§ 69f., 75.
6. ↑  Sozialethiker kritisiert Enzyklika des Papstes - Friedhelm Hengsbach im Gespräch mit Jürgen Zurheide. Deutschlandfunk, abgerufen am 12. Juli 2009
7. ↑  „Caritas in veritate“ - Papst sieht in Krise Chancen. n-tv, abgerufen am 7. Juli 2009